# جفر
جفر (به عربی: ٱلْجَفْر) از کتاب‌های مقدس عرفانی شیعیان دوازده‌امامی است که بر اساس اعتقاد شیعه، توسط امیر المومنین علی (علیه السلام) تدوین شده و از حضرت  محمد (صلي الله عليه و اله )به او و فاطمه زهرا به ارث رسیده است.
به نظر می‌رسد که جفر، از دو جعبه پوستی تشکیل شده است که در آن کتاب‌های مختلف پیامبران گذشته و کتاب‌هایی که از محمد، علی و فاطمه به بقیه اهل بیت به ارث رسیده است نگهداری می‌شود و هر امام آنها را همراه با زره و سلاح محمد پس از مرگ امام قبلی خود، دریافت می‌کند. گفته می‌شود که الجفر یکی از منابع و منشأ دانش کسب شده توسط ۱۲ امام بوده و امام ششم شیعه دوازده‌امامی و اسماعیلی، جعفر صادق، به داشتن مالکیت بر جفر افتخار می‌کرد؛ که شامل دانش پنهان محمد است. دوازده امام متأخر عادت داشتند که گاه به کتاب مقدس و مخفی الجفر مراجعه کنند؛ کتابی که توسط علی باقی مانده بود و طبق نظر شیعه اثنی عشری اعتقاد به وجود الجفر با امامان، محکم بوده است. الجفر در حال حاضر در اختیار امام دوازدهم شیعیان مهدی می‌باشد.

## واژه‌شناسی
جفر در لغت به معنای بزغاله یا پوست بزغاله است. مواد الجفر پوستی برای نوشتن از پوست حیوانات است، که کلمه "جفر" برای آن می‌تواند به معنای مختلف باشد: نمادگرایی عددی، علم اعداد، نمادگرایی عددی حروف، عددشناسی، علم حروف، نمادشناسی الفبایی یا پیشگویی. پیشوند "al" به معنای "the" است.
شاید چون اوراق اولیه جفر روی پوست بزغاله نوشته و عرضه شده بود بدین نام خوانده شده است.
علم کلام عربی را جفر، و علم کلام عبری را جماتریا (گماتریا) می‌نامند.

## فهرست
مطالب جفر شامل موارد زیر است:
تعالیم پنهانی برای ۱۲ امام.
آگاهی از وقایع گذشته و آینده، از جمله نام هر پادشاهی که بر روی زمین حکمرانی می‌کند.
دانش کلیه پیامبران گذشته و ۱۲ امام.
انجیل عیسی، تورات موسی، مزامیر داوود، صحف ابراهیم (طومارهای ابراهیم)، و دانش و تاریخ انبیا، وقایع زندگی و سایر موارد خاص عرفانی. اینها همه در یک قسمت از الجفر به نام الجفر العبیا (به عربی: ٱلْجَفْر ٱلْأَبْیَض، روشن شده "جفر سفید") موجود است. الجفر العبیاد دارای ۱۴ قسمت است و هر قسمت دارای ۱۴ بخش است.
کیسه‌ای که حاوی زره و سلاح‌های علی بن ابی‌طالب، از جمله شمشیر ذوالفقار، و احکام اسلامی، دستورالعمل‌ها و موارد مربوط به جنگ‌ها است. اینها همه در قسمت دیگر الجفر بنام الجفر الاعمر (به عربی: ٱلْجَفْر ٱلْأَحْمَر، روشن شده "جفر سرخ") و دانش دانشمندان بنی اسرائیل همه موجود است.

## احادیث ادعای وجود آن
موارد زیر دوازده حدیث در مورد وجود الجفر است:
شیخ کولانی از ابوالحسن نقل می‌کند که موسی کاظم گفت، «پسرم علی، بزرگ‌ترین و محبوب‌ترین فرزند من است. او همراه من جفر را می‌خواند، در حالی که هیچ‌کسی غیر از پیامبر (یعنی محمد) و جانشینانش به آن نگاه نمی‌کنند.»
از عبدالله بن سین نقل شده است که جعفر صادق گفت، هنگامی که ما قبل از او فعالیت فرزندان امام الحسن و همچنین جعفر را ذکر کردیم، "به خدا قسم قسم؛ ما نگه می‌داریم دو کاغذ ساخته شده از پوست بز و گوسفند. این دو مقاله شامل فرمایش رسول الله با خط (علی) است. امام مدتی سکوت کرد و سپس گفت: "با ما جفر وجود دارد. آیا آنها می‌دانند الجفر چیست؟" من پرسیدم: "الجفر چیست؟" حضرت فرمود: "ظرفی است پوستی که حاوی دانش انبیا و مجریان وصیت آنها است. این دانش دانشمندان در گذشته از بنی اسرائیل است."
شماری از مردم از احمد بن محمد از علی بن الحکم از الحسین بن ابو العلاع نقل کرده‌اند که گفته است شنیدم ابوعبدالله چنین می‌گوید: "جفر سفید با من است". راوی گفته است که وی از امامان پرسید "چه چیزی در آن است؟" امام فرمود: "در آن زبور داوود، تورات موسی، انجیل عیسی، صحف ابراهیم، قوانینی که موارد حلال و حرام را توضیح می‌دهد و مصحف فاطمه وجود دارد و معتقد نیستم که در مصحف چیزی از قرآن باشد. در آنست آنچه مردم به ما احتیاج دارند - و ما بکسی احتیاج نداریم - حتی مجازات یک تازیانه و نصف تازیانه و ۱/۴ تازیانه و جریمه خراش در آن هست و جفر سرخ هم نزد من است، عرض کردم: در جفر سرخ چیست؟ فرمود: اسلحه است و آن تنها برای خونخواهی گشوده می‌شود و صاحب شمشیر آن را برای کشتن باز می‌کند. ابن ابی یعفور به حضرتش عرض کرد: اصلحک اللّٰه. پسران حسن او را می‌شناسند؟ فرمود: آری بخدا می‌شناسند، چنان‌که روز و شب را می‌شناسند و تشخیص می‌دهند که این روز است و این شب ولی حسد و دنیاطلبی ایشان را بر سرپیچی و انکار وامی‌دارد و اگر ایشان حق را از راه حق جویند، برایشان بهتر است (اکنون که برای خونخواهی حسین و رفع منکرات با بنی عباس می‌جنگند، هدفشان حق است و مقدس ولی چون این مبارزه باذن امام نیست، برای ایشان خیری ندارد و حقی را از راه باطل به‌دست می‌آورند و گناه انکار و سرپیچی از ما بگردنشان می‌ماند).
محمد بن یحیی از احمد بن محمد از بن محبوب از ابن ریحاب از ابوعبیده نقل کرده است که گفته است افراد گروه ما از ابوعبدالله در مورد جفر سؤال کردند و حضرت فرمود: «این پوست گاو است و تمام علوم در آن است.»
علی بن ابراهیم از شخصی به نام محمد بن عیسی از یونس از شخصی که وی از سلیمان بن خالد از ابوعبدالله نام برد نقل کرده است که موارد زیر را گفته است: "جفر که آنها از آن صحبت می‌کنند قطعاً آنها را ناامید می‌کند زیرا آنها (زیدی‌ها) صحبت نمی‌کنند حقیقت در حالی که جفر شامل حقیقت است. بگذارید اگر آنها صادقانه احکام علی و احکام ارث او را از آن نشان دهند. از آنها در مورد (ارث) خاله‌های مادری و مادرانه سؤال کنید. بگذارید آنها مصحف فاطمه را نشان دهند. در مطمئناً اراده فاطمه وجود دارد. با آن سلاح‌های رسول الله وجود دارد. الله اکبر، اعلی العالی، فرموده است: "برای من کتابی بیاورید که قبل از این قرآن نازل شده است، یا هر دلیل دیگر در مورد دانش برای حمایت از اعتقاد شما، اگر واقعاً راست می‌گویید» (قرآن ۴۶: ۴).
علی بن ابراهیم از پدرش از ابن ابوعمیر از عمر بن عودیه از فدیل بن یسار، برید بن معاویه و زوره نقل کرده است که گفته‌اند عبدالله بن عبد الملک موارد زیر را به ابوعبدالله گفت، "گروه‌های ززلی و ماز در اطراف محمد بن عبدالله. آیا او اختیاری دارد؟ " حضرت فرمود: "به خدا سوگند که در کنار من دو کتاب وجود دارد که در آنها نام هر پیامبر و نام هر پادشاهی است که بر روی زمین حکمرانی خواهد کرد. نه، به خدا سوگند، نام محمد بن عبدالله به عنوان یکی از آنها در لیست نیست."

## فرهنگ عامه
الجفر در خط داستانی هزار و یک شب ذکر شده است و شرح دقیق الجفر توسط ریچارد فرانسیس برتون در کتاب «شب‌های تکمیلی تا هزار شب و یک شب» (شش جلد ۱۸۸۶–۱۸۸۸) ارائه شده است.

## نظر علوم تجربی به جفر
جفر، از نظر دانشگاهیان، علم نبوده و شبه‌علم شمرده می‌شود.

## تفاوت‌ها با دیگر علوم غریبه
از نظر دسته‌بندی علوم غریبه، جفر در سطوح عالی آن قرار دارد و با فال، سحر، طلسمات، هیئت و نجوم (ستاره‌بینی) و… در یک سطح قرار داده نمی‌شود.
از جمله مواردی که به اشتباه به شبه علم جفر (خارج از گفته استادان اولیه) نسبت داده شده موارد ذیل می‌باشد: یافتن عناصر چیره بر سرشت هر فرد و میزان سازگاری افراد با یکدیگر- پیشگویی برای هر فرد - پیدا کردن زمان‌های خوش شگون و بدشگون از راه اخترشماری- شرایط برآورده شدن آرزوها- بهبود بیمارها با خواندن ورد و افسون- خواص واجها- دریافت «رازهای» نام‌های پیشوایان اسلام از راه آیه تطهیر - تأثیر نام‌های خدای متعال- شماره‌شناسی شماره‌های آریایی، لرزشی، مادی و شماره‌های نیرومند. البته موارد بالا بعضاً از علم حروف مستخرج می‌شود ولی ربطی به جفر در لغت خاص آن ندارد.
انتساب دهندگان این موارد به جفر می‌کوشند تا بر پایه زمان زایش هر شخص، ویژگی‌ها و منش او را بازگو کنند؛ مثلاً استفاده از زمان تولد فرد در سؤالِ جفری سبب این باور شده است که طالع و ویژگی‌ها و منش افراد را می‌توان با جفر بازگو کرد. گرچه پرسش از موارد فوق در جفر فرد را به جواب می‌رساند اما کاربرد جفر خاص این موارد نبوده و دیده نشده است که استادان جفر، آن را در چنین مواردی استفاده کنند.